# Salem (Nuevo Hampshire)
Salem es un pueblo ubicado en el condado de Rockingham, en el estado estadounidense de Nuevo Hampshire. Según el censo de 2020, tiene una población de 30,089 habitantes.

## Geografía
Salem se encuentra ubicado en las coordenadas 42°47′18″N 71°13′18″O / 42.78833, -71.22167. Según la Oficina del Censo de los Estados Unidos, Salem tiene una superficie total de 66.95 km², de la cual 64.03 km² corresponden a tierra firme y (4.37%) 2.93 km² es agua.

## Demografía
Según el censo de 2010, había 28.776 personas residiendo en Salem. La densidad de población era de 429,79 hab./km². De los 28.776 habitantes, Salem estaba compuesto por el 92.41% blancos, el 0.9% eran afroamericanos, el 0.15% eran amerindios, el 3.24% eran asiáticos, el 0.03% eran isleños del Pacífico, el 1.85% eran de otras razas y el 1.42% pertenecían a dos o más razas. Del total de la población el 4.41% eran hispanos o latinos de cualquier raza.